# Дакули

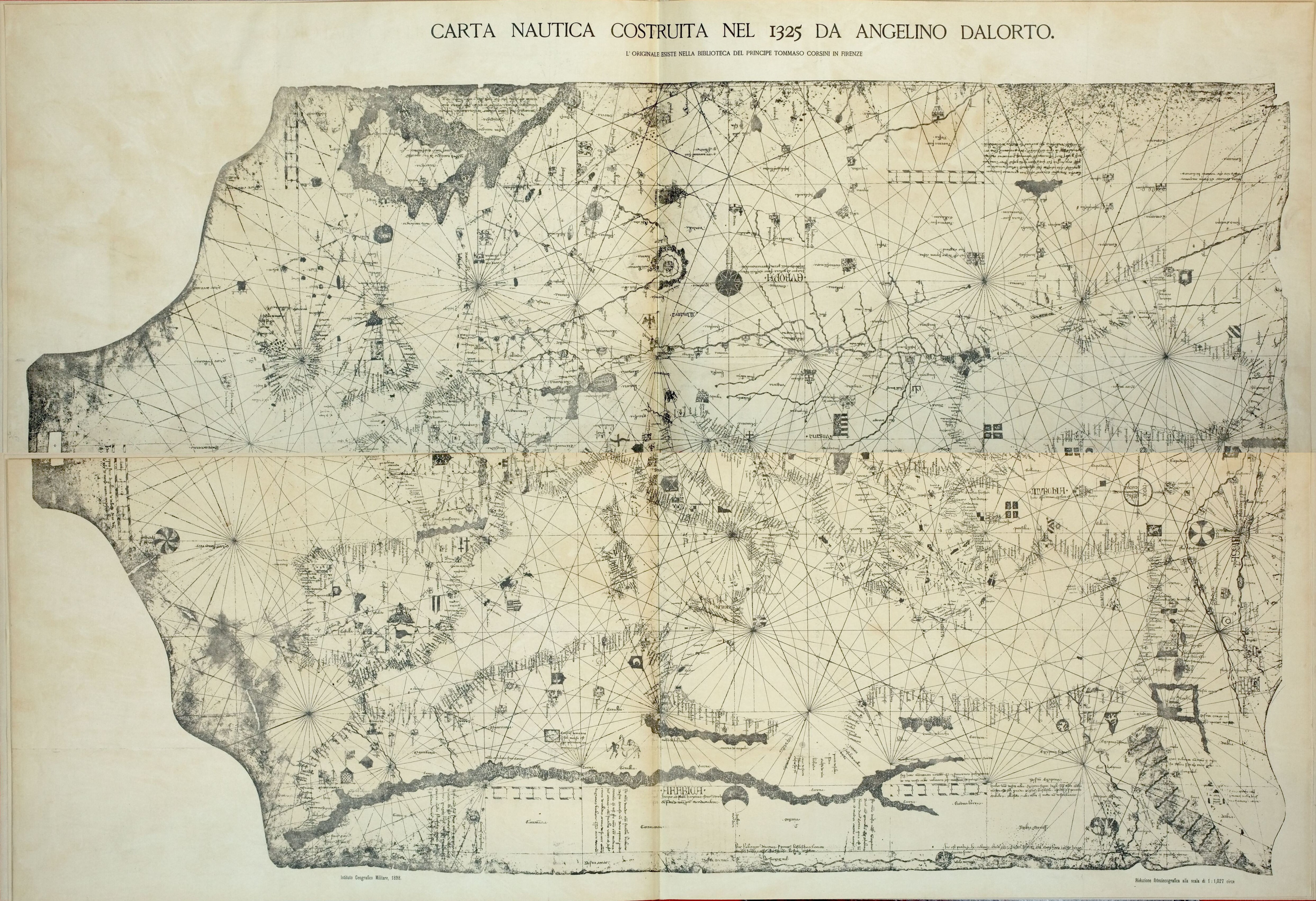
Карта-портулан 1325 года Анджелино Далорто

Дакули — несуществующий остров, представленный на европейских картах XIV-XV веков. Впервые появился на карте-портулане 1325 года Анджелино Далорто (Дульсерто), где был изображён севернее легендарного острова Бразил и северо-западнее Ирландии. Восточнее от Дакули был помещён остров Бра (Bra), который в современную эпоху принято отождествлять с островом Барра из Гебридского архипелага. На протяжении XIV-XV веков Дакули был представлен также на картах Далорто 1339 года, Медичи 1351 года, Пицигано 1367 года, Беккарио 1435 года, Парето 1455 года. 
Письменное обозначение острова на картах менялось, но его расположение оставалось примерно тем же, причём восточнее помещался Бра. Согласно одной из распространённых этимологий название Дакули (Daculi) связано с итальянским существительным culla — «колыбель». В качестве подтверждения этой версии в литературе приводится пояснительная надпись на латинском языке, нанесённая на карте Парето. Её содержание сводится к тому, что беременные женщины с острова Бра, которым предстояли тяжёлые роды, переправлялись на Дакули, где легче рожать. По мнению историко-географа и публициста Раймонда Рамсея: «Это делает толкование названия „колыбель“ более или менее уместным. Но действительно ли это слово связано с происхождением названия острова или просто вымышлено для того, чтобы объяснить его, сказать трудно». После XV века Дакули на картах больше не фиксируется, что связано с уточнением географии этого района моря, по мнению Рамсея, это связано с деятельностью итальянских купцов.